# Titian Peale
Titian Ramsay Peale (2 de noviembre de 1799 - 13 de marzo de 1885) fue un naturalista, entomólogo y fotógrafo estadounidense. Era el decimosexto y el hijo más joven de Charles Willson Peale naturalista estadounidense renombrado.

## Carrera
Peale se expuso primero al estudio de la historia natural ayudando a su padre en adelante a sus numerosas excursiones en busca de los especímenes para el Museo de Peale. La familia se mudó a Germantown, Pensilvania, fuera de Filadelfia dónde empezó coleccionando y dibujando insectos y mariposas. Como sus hermanos mayores, Peale ayudó a su padre en la preservación de los especímenes del museo para el despliegue de las contribuciones incluidas las  de George Washington, Thomas Jefferson, y de la Expedición de Lewis y Clark.
Sus dibujos se publicaron en la American Entomology en 1816, y poco después ingresó en la Academia de Ciencias Naturales (Academy of Natural Sciences en Philadelphia).
Peale tomó la parte en la expedición de la Academia de Ciencias Naturales de 1817 a Florida y Georgia, junto con Thomas Say, George Ord y William Maclure. Fue un auxiliar en la expedición a las Montañas Rocosas  que realizó Stephen Harriman Long en 1819. La colección de esta expedición enviada a la Academia de Ciencias Naturales en Filadelfia  incluía 122 dibujos de Peale.
Peale proporcionó a Thomas Say las ilustraciones para su obra American Entomology (1824-1828) y a Charles Lucien Bonaparte para la American Ornithology (1825-1833). También emprendió una expedición colectiva a Florida con Bonaparte.
Peale publicó un folleto conocido como Circular of the Philadelphia Museum: Containing Direction for the preservation and preparation of objects of natural history. En el museo Peale continuó ganando una reputación mundial. Desarrolló un método eficaz para guardar las mariposas en cajas de vidrio y gracias a ello, parte de sus colecciones se han conservado hasta el presente. Su colección meticulosa de más de 100 especies de mariposas separadas se alabó a menudo por el brillo y vibración de los colores de los insectos. En 1833 publicó un Prospectus para una obra mayor, «Lepidóptera Americana», que nunca terminó.

## Expedición Wilkes
En 1838, dos años después de que Charles Darwin hubiera regresado de su viaje en el Beagle, Peale tomó licencia en su trabajo en el museo, para navegar a bordo del USS Peacock como naturalista jefe de la Expedición de Exploración de Estados Unidos, emprendida entre 1838 y 1842 bajo el mando del teniente Charles Wilkes para reconocer el océano Pacífico.
Como naturalista en jefe, recolectó muchos especímenes de historia natural alguno de los cuales condensó y envió al museo. Buena parte de los especímenes y de las notas recolectadas se perdieron en el naufragio de la balandra, en las costas de Oregón, durante el viaje de regreso. El informe de la expedición de Peale, Mammalia and Ornithology [Mammalia y Ornitología] (1848), se suprimió debido a las objeciones de Wilkes.
Las presiones financieras obligaron a Peale a que vendiera el Museo para evitar la quiebra solicitadas por un alguacil a Isaac Parker Castaño el 1 de mayo de 1843.
Entonces Peale siguió trabajando para la Oficina de Patentes estadounidense, y se hizo fotógrafo pionero.

## Abreviatura (zoología)
La abreviatura Peale  se emplea para indicar a Titian Peale como autoridad en la descripción y taxonomía en zoología.